# أندرو هالبن
أندرو هالبن (بالإنجليزية: Scot Halpin)‏ هو موسيقي أمريكي، ولد في 3 فبراير 1954 في موسكاتاين في الولايات المتحدة، وتوفي في 9 فبراير 2008 في بلومنغتون في الولايات المتحدة.

## وصلات خارجية
- أندرو هالبن على موقع ميوزك برينز (الإنجليزية)